# Theotbald I. (Langres)
Theotbald I. oder Theutbald I., französisch Thibault I., * 9. Jahrhundert; † 17. August 856 war Benediktiner und Bischof von Langres.

## Leben und Wirken

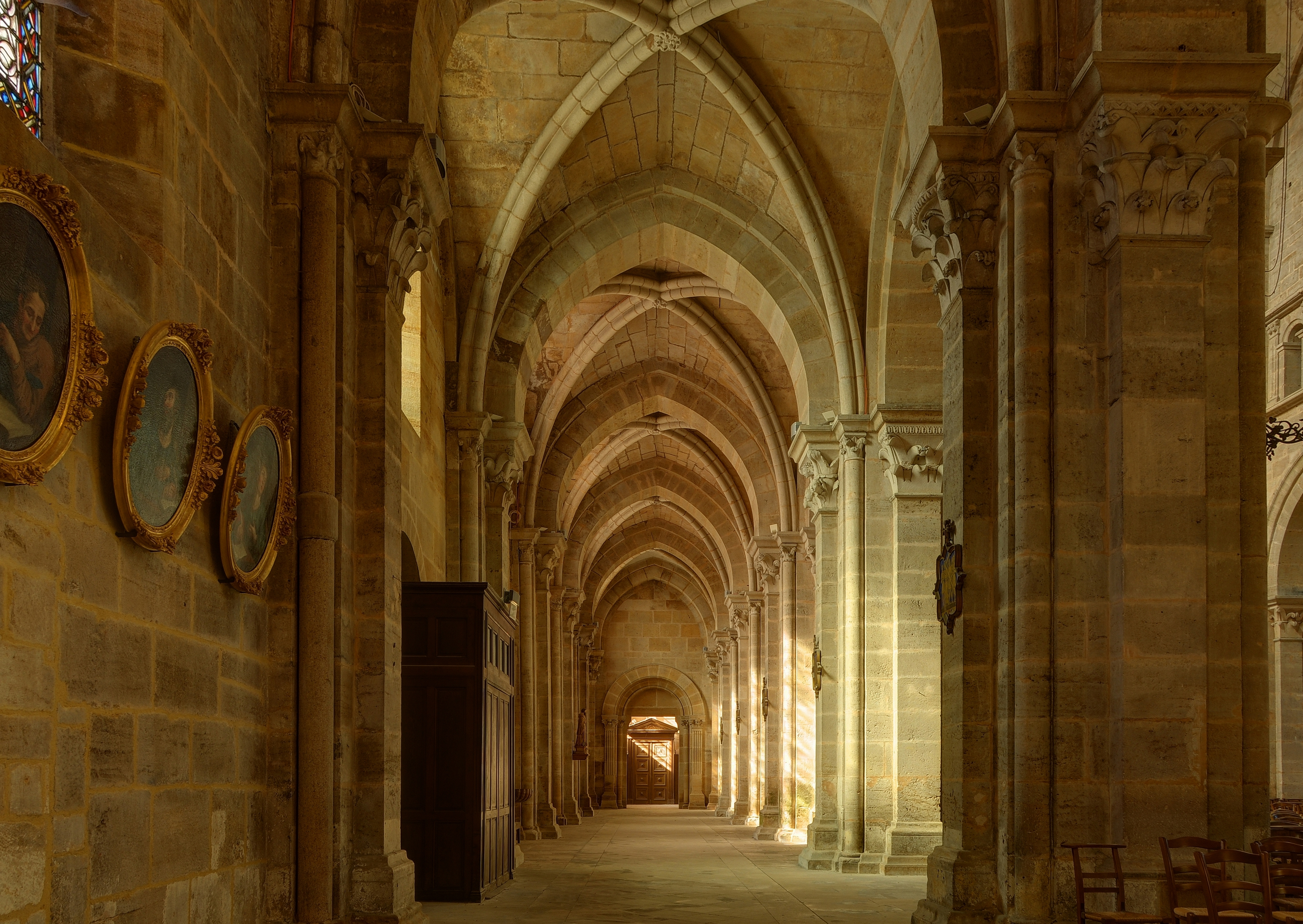
Kathedrale von Langres

Vermutlich entstammte Theotbald, wie sein Amtsvorgänger Alberich, dem bayerischen Hochadelsgeschlecht der Hahilinga, das durch seine Verwandtschaft mit den Waltrichen in enger Verbindung zu den Karolingern stand und insbesondere im Gebiet von Oberhaching und Unterhaching begütert war.
Nach dem Tod seines Verwandten Alberich  am 21. Dezember 838 wurde Theotbald zum Bischof der Diözese Langres geweiht und leitete in Personalunion auch die Geschicke der Abtei Saint-Bénigne in Dijon. Sein Regierungsantritt fiel in eine Zeit wachsender politischer Instabilität im Frankenreich aufgrund des Zerwürfnisses zwischen Kaiser Ludwig dem Frommen und seinen drei Söhnen aus erster Ehe. Infolge des Drängens seiner zweiten Ehefrau Judith hatte Ludwig der Fromme die von allen Seiten anerkannte Ordinatio Imperii mit dem Reichsteilungsplan von 837 zugunsten seines nachgeborenen Sohnes Karl geändert, was die Brüder aus erster Ehe, Lothar I., Pippin I. und Ludwig den Deutschen in ein gemeinsames Bündnis gegen den Vater und, nach dessen Tod, in veränderter Bündniskonstellation auch gegen den nachgeborenen Bruder trieb. In dieser Zeit der Unruhe unterstützte Theotbald Karl den Kahlen – so erschien er am Mitte November 840 gemeinsam mit dem sehr einflussreichen Grafen Warin von Mâcon zu einer Planung der Feldzüge Karls in Orléans und am 17. April 841 zu dessen Osterfeierlichkeiten in Troyes. Mit dem Sieg der verbündeten Brüder Karl und Ludwig des Deutschen in der Schlacht von Fontenoy zerfiel die Einheit des Fränkischen Reiches und das Bistum Langres wurde zwei Jahre später im Vertrag von Verdun, ganz im Sinne Theotbalds, dem Machtbereich Karls des Kahlen im entstehenden Westfrankenreich zugeschlagen.
Theotbald verstarb am 17. August des Jahres 856; seine Nachfolge trat der Diakon des Erzbistum Reims, Isaac, an.